# National Provincial Championship Division 2 1996
La National Provincial Championship Division 2 1996 fue la vigésimo primera edición de la segunda división del principal torneo de rugby de Nueva Zelanda.

## Sistema de disputa
El torneo se disputa en formato todos contra todos a una sola ronda, los primeros cuatro clasificados al finalizar la fase regular clasifican a semifinales, los ganadores de estas clasifican a la final, el equipo que gana la final se corona campeón y asciende directamente a Primera División.

## Campeonato
Tabla de posiciones
| Pos. | Equipo           | Encuentros | Encuentros | Encuentros | Encuentros | Tantos | Tantos | Tantos | PB | PB | Puntos |
| Pos. | Equipo           | PJ         | PG         | PE         | PP         | F      | C      | Dif    | BO | BD | Puntos |
| ---- | ---------------- | ---------- | ---------- | ---------- | ---------- | ------ | ------ | ------ | -- | -- | ------ |
| 1.º  | Southland        | 8          | 7          | 0          | 1          | 313    | 212    | +101   | 6  | 0  | 34     |
| 2.º  | Northland        | 8          | 6          | 0          | 2          | 306    | 132    | +174   | 5  | 0  | 29     |
| 3.º  | Manawatu         | 8          | 6          | 0          | 2          | 240    | 171    | +69    | 4  | 1  | 29     |
| 4.º  | Hawke's Bay      | 8          | 4          | 0          | 4          | 229    | 160    | +69    | 4  | 3  | 23     |
| 5.º  | Nelson Bays      | 8          | 3          | 1          | 4          | 183    | 207    | -24    | 3  | 2  | 19     |
| 6.º  | Bay of Plenty    | 8          | 4          | 0          | 4          | 260    | 243    | +17    | 1  | 2  | 19     |
| 7.º  | South Canterbury | 8          | 3          | 0          | 5          | 205    | 276    | -71    | 1  | 2  | 15     |
| 8.º  | Thames Valley    | 8          | 2          | 1          | 5          | 132    | 256    | -124   | 2  | 0  | 12     |
| 9.º  | Wairarapa Bush   | 8          | 0          | 0          | 8          | 185    | 396    | -211   | 3  | 1  | 4      |

|  | Semifinalistas. |

### Semifinales
| 20 de octubre | Southland | 23 - 11 | Hawke's Bay |  |  |

| 19 de octubre | Northland | 31 - 16 | Manawatu |  |  |

### Final
| 26 de octubre | Southland | 12 - 6 | Northland |  |  |

| Bandera de Nueva Zelanda |
| Campeón Southland        |
| Cuarto título            |